# Munna similis
Munna similis är en kräftdjursart som beskrevs av Eugenio Fresi och Mazzella 1971. Munna similis ingår i släktet Munna och familjen Munnidae. Inga underarter finns listade i Catalogue of Life.